# Veikkausliiga 2020
La Veikkausliiga 2020 è stata la centoundicesima edizione della massima serie del campionato finlandese di calcio, la trentunesima come Veikkausliiga. Il campionato è iniziato il 1º luglio e si è concluso il 4 novembre 2020. L'avvio della stagione 2020 è stato ritardato rispetto all'avvio previsto solitamente nel mese di aprile a causa della pandemia di COVID-19 che ha colpito anche la Finlandia a partire dal mese di febbraio 2020. Il KuPS era la squadra campione in carica. Il campionato è stato vinto dall'HJK per la trentesima volta nella sua storia.

## Stagione

### Novità
Dalla Veikkausliiga 2019 sono stati retrocessi in Ykkönen il KPV (dopo aver perso lo spareggio promozione/retrocessione) e il VPS, mentre dalla Ykkönen 2019 sono stati promossi l'Haka e il TPS (vincitore dello spareggio promozione/retrocessione).

### Formula
La formula del campionato aveva confermato la doppia fase, istituita nella stagione precedente. Nella prima fase le dodici squadre si affrontano in un girone all'italiana, con partite di andata e ritorno, per un totale di 22 giornate. Successivamente, le squadre vengono divise in due gruppi in base alla classifica: le prime sei formano un nuovo girone e competono per il titolo e la qualificazione alle competizioni europee; le ultime sei, invece, lottano per non retrocedere in Ykkönen e per un altro posto valido per guadagnare la qualificazione alle competizioni europee. In entrambi i gironi le squadre si affrontano in un girone all'italiana, con partite di sola andata, per un totale di 5 giornate. Nel girone per il titolo: la squadra prima classificata è campione di Finlandia e si qualifica per il primo turno della UEFA Champions League 2021-2022; la squadra seconda classificata si qualifica per il primo turno della UEFA Europa Conference League 2021-2022, assieme alla vincitrice della Suomen Cup; la squadra terza classificata accede alla finale per la qualificazione al primo turno della UEFA Europa Conference League; le squadre classificate al quarto, quinto e sesto posto, più la prima classificata nel girone per la salvezza accedono agli spareggi per l'accesso alla finale contro la terza classificata. Nel girone per la salvezza l'ultima classificata viene retrocessa direttamente in Ykkönen, mentre la penultima classificata affronta la seconda classificata in Ykkönen in uno spareggio promozione/retrocessione.
Il 29 ottobre 2020, visto il nuovo incremento di contagi da COVID-19 in Finlandia, è stato deciso di annullare la disputa della seconda fase della stagione e di concludere il campionato con la stagione regolare, avendo la sua ultima giornata il 4 novembre 2020.

## Squadre partecipanti
| Club          | Città       | Stadio                  | Stagione precedente           |
| ------------- | ----------- | ----------------------- | ----------------------------- |
| Haka          | Valkeakoski | Tehtaan kenttä          | 1º posto in Ykkönen, promosso |
| HIFK          | Helsinki    | Telia 5G -areena        | 7º posto in Veikkausliiga     |
| HJK           | Helsinki    | Telia 5G -areena        | 5º posto in Veikkausliiga     |
| Honka         | Espoo       | Tapiolan urheilupuisto  | 3º posto in Veikkausliiga     |
| IFK Mariehamn | Mariehamn   | Wiklöf Holding Arena    | 6º posto in Veikkausliiga     |
| Ilves         | Tampere     | Tammelan stadion        | 4º posto in Veikkausliiga     |
| Inter Turku   | Turku       | Veritas-stadion         | 2º posto in Veikkausliiga     |
| KuPS          | Kuopio      | Savon Sanomat Areena    | 1º posto in Veikkausliiga     |
| Lahti         | Lahti       | Lahden stadion          | 8º posto in Veikkausliiga     |
| RoPS          | Rovaniemi   | Rovaniemen Keskuskenttä | 10º posto in Veikkausliiga    |
| SJK           | Seinäjoki   | OmaSP Stadion           | 9º posto in Veikkausliiga     |
| TPS           | Turku       | Veritas-stadion         | 2º posto in Ykkönen, promosso |

## Classifica finale
|  | Pos. | Squadra       | Pt | G  | V  | N  | P  | GF | GS | DR  |
|  | ---- | ------------- | -- | -- | -- | -- | -- | -- | -- | --- |
|  | 1.   | HJK           | 48 | 22 | 14 | 6  | 2  | 53 | 17 | +36 |
|  | 2.   | Inter Turku   | 41 | 22 | 12 | 5  | 5  | 36 | 17 | +19 |
|  | 3.   | KuPS          | 41 | 22 | 12 | 5  | 5  | 40 | 27 | +13 |
|  | 4.   | Honka         | 37 | 22 | 9  | 10 | 3  | 26 | 17 | +9  |
|  | 5.   | Ilves         | 36 | 22 | 10 | 6  | 6  | 37 | 29 | +8  |
|  | 6.   | Lahti         | 32 | 22 | 8  | 8  | 6  | 33 | 30 | +3  |
|  | 7.   | SJK           | 29 | 22 | 8  | 5  | 9  | 27 | 29 | -2  |
|  | 8.   | HIFK          | 28 | 22 | 8  | 4  | 10 | 29 | 33 | -4  |
|  | 9.   | IFK Mariehamn | 23 | 22 | 6  | 5  | 11 | 29 | 43 | -14 |
|  | 10.  | Haka          | 22 | 22 | 5  | 7  | 10 | 25 | 41 | -16 |
|  | 11.  | TPS           | 21 | 22 | 6  | 3  | 13 | 23 | 39 | -16 |
|  | 12.  | RoPS          | 5  | 22 | 1  | 2  | 19 | 15 | 51 | -36 |

Legenda:
      Campione di Finlandia e ammessa alla UEFA Champions League 2021-2022.
      Ammessa alla UEFA Europa Conference League 2021-2022.
 Ammessa ai play-out.
      Retrocessa in Ykkönen 2021.
Note:
Tre punti a vittoria, uno a pareggio, zero a sconfitta.

## Risultati
|               | Hak  | HIFK | HJK  | Hon  | IFK  | Ilv  | Int  | KuP  | Lah  | RoP  | SJK  | TPS  |
| ------------- | ---- | ---- | ---- | ---- | ---- | ---- | ---- | ---- | ---- | ---- | ---- | ---- |
| Haka          | –––– | 0-2  | 1-4  | 1-1  | 0-1  | 0-2  | 0-2  | 2-4  | 2-2  | 0-2  | 1-4  | 2-1  |
| HIFK          | 0-1  | –––– | 4-3  | 1-1  | 2-2  | 1-2  | 0-0  | 0-3  | 0-3  | 1-0  | 2-1  | 2-0  |
| HJK           | 3-1  | 3-0  | –––– | 1-1  | 6-1  | 2-0  | 1-1  | 2-2  | 1-1  | 4-0  | 2-0  | 2-2  |
| Honka         | 1-2  | 0-1  | 0-0  | –––– | 1-0  | 3-2  | 1-1  | 1-1  | 2-1  | 1-0  | 0-0  | 3-1  |
| IFK Mariehamn | 2-2  | 0-3  | 0-5  | 0-0  | –––– | 0-2  | 2-0  | 0-2  | 2-2  | 4-0  | 2-3  | 1-0  |
| Ilves         | 1-1  | 2-2  | 1-2  | 4-1  | 4-3  | –––– | 0-2  | 0-0  | 3-1  | 1-0  | 0-0  | 4-0  |
| Inter Turku   | 2-0  | 3-2  | 1-0  | 0-0  | 2-1  | 5-1  | –––– | 2-0  | 3-0  | 3-1  | 0-1  | 3-0  |
| KuPS          | 2-3  | 3-2  | 0-3  | 0-2  | 2-1  | 1-1  | 1-0  | –––– | 3-0  | 3-0  | 2-1  | 3-1  |
| Lahti         | 0-0  | 2-1  | 0-4  | 0-0  | 3-1  | 3-2  | 2-2  | 1-2  | –––– | 3-0  | 0-0  | 1-1  |
| RoPS          | 2-2  | 0-1  | 0-1  | 1-3  | 2-3  | 1-1  | 0-2  | 0-2  | 0-4  | –––– | 2-3  | 2-3  |
| SJK           | 1-1  | 3-2  | 1-2  | 0-2  | 1-2  | 1-3  | 3-2  | 1-1  | 0-1  | 2-1  | –––– | 1-0  |
| TPS           | 2-3  | 1-0  | 0-2  | 0-2  | 1-1  | 0-1  | 1-0  | 3-2  | 1-3  | 4-1  | 1-0  | –––– |

## Spareggio promozione/retrocessione
Allo spareggio partecipano l'undicesima classificata in Veikkausliiga, il TPS, e la seconda classificata in Ykkönen, il KTP.
|     | Risultati   |     | Luogo e data            |
| --- | ----------- | --- | ----------------------- |
| KTP | 0 - 0       | TPS | Kotka, 11 novembre 2020 |
| TPS | 1 - 1 (gfc) | KTP | Turku, 14 novembre 2020 |
|     |             |     |                         |

## Statistiche

### Classifica marcatori
Fonte: sito ufficiale.
| Gol |  |  | Giocatore           | Squadra       |
| --- |  |  | ------------------- | ------------- |
| 16  |  |  | Roope Riski         | HJK           |
| 14  |  |  | Albion Ademi        | IFK Mariehamn |
| 10  |  |  | Timo Furuholm       | Inter Turku   |
| 9   |  |  | Jasin Assehnoun     | Lahti         |
| 9   |  |  | Tim Väyrynen        | HJK           |
| 7   |  |  | Lauri Ala-Myllymäki | Ilves         |
| 7   |  |  | Naatan Skyttä       | Ilves         |
| 7   |  |  | Aniekpeno Udoh      | KuPS          |
| 7   |  |  | Jean Marie Dongou   | Honka         |
| 6   |  |  | Ilmari Niskanen     | KuPS          |
| 6   |  |  | Dimitry Imbongo     | Lahti         |
| 6   |  |  | Salomo Ojala        | Haka          |
| 5   |  |  | Ferhan Hasani       | HJK           |
| 5   |  |  | Sakari Tukiainen    | HIFK          |
| 5   |  |  | Atomu Tanaka        | HJK           |
| 5   |  |  | Ilari Mettälä       | Ilves         |
| 4   |  |  | Emmanuel Ledesma    | SJK           |
| 5   |  |  | Urho Nissilä        | KuPS          |